# Mucuna urens
Mucuna urens es una leguminosa tropical de la familia de las fabáceas.

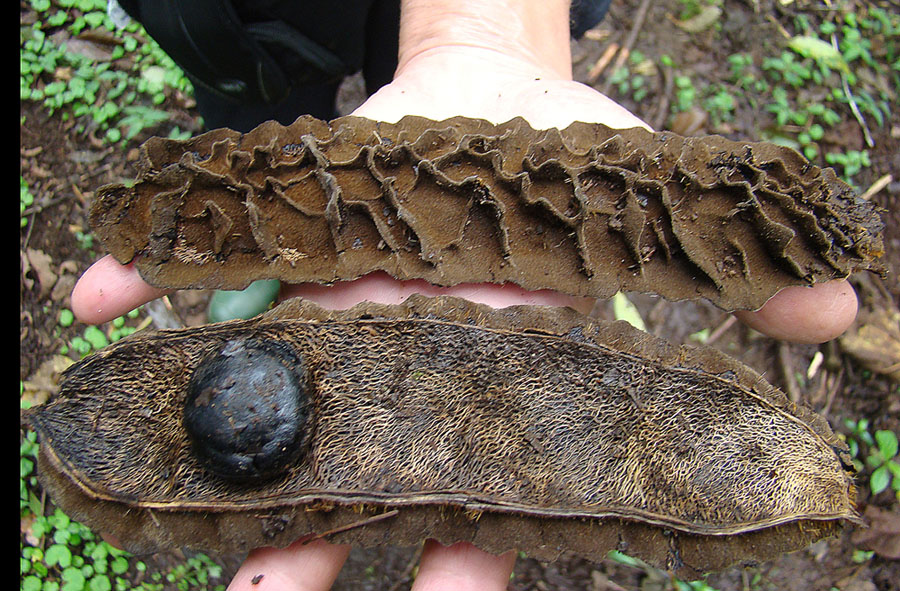
Fruto

Vista de la planta

## Descripción
Es una planta trepadora leñosa. Con folíolos elípticos, negruzcos en seco, lustrosos, lampiños, de 8-16 cm, abruptamente y brevemente acuminados. Pedúnculos muy largos y colgantes, las flores 1-3 juntas hacia el ápice. Flores moradas. Cáliz con tubo de 10-12 mm, truncado, dentado, el diente superior emarginado, los laterales próximos al inferior más largo y de 4 mm. Estandarte de 3-4 cm, muy ancho y casi tan largo como las alas, la quilla poco más larga. Legumbre de 12-23 cm y hasta 5 cm de ancho, con pelos pungentes, con 2 alas estrechas en el borde superior y numerosas costillas oblicuas. Semillas redondeadas, de 3 cm de diámetro o más.

## Taxonomía
Mucuna urens fue descrita por (L.) Medik. y publicado en Vorlesungen der Churpfälzischen physicalisch-ökonomischen Gesellschaft 2: 399. 1787.
Sinonimia
- Dolichos altissimus Jacq.
- Mucuna altissima (Jacq.) DC.
- Stizolobium altissimum (Jacq.) Pers.
- Stizolobium urens (L.) Pers.[2]

## Nombres comunes
bejuco de jairel, ojo de buey.